# Андрієвка (Шипуновський район)
Андрі́євка (рос. Андреевка) — селище у складі Шипуновського району Алтайського краю, Росія. Входить до складу Зеркальської сільської ради.

## Населення
Населення — 222 особи (2010; 302 у 2002).
Національний склад (станом на 2002 рік):
- росіяни — 97 %